# اللهجة البئديشئرية
اللهجة البئديشئرية هي واحدة من اللهجات الشمالية الرئيسية للغة أتشومي. اللغة الأتشومية هي فرع من لغات إيرانية غربية ولها جذر مشترك مع اللغة البهلوية.
إن موقع هذه اللهجة بين اللهجات الأخرى للغة الأتشومي يشبه مكانة اللهجة الطهرانية بين اللهجات الفارسية.